# Красоцин (гміна)
Гміна Красоцин (пол. Gmina Krasocin) — сільська гміна у східній Польщі. Належить до Влощовського повіту Свентокшиського воєводства.
Станом на 31 грудня 2011 у гміні проживало 10824 особи.

## Територія
Згідно з даними за 2007 рік площа гміни становила 193.89 км², у тому числі:
- орні землі: 51.00%
- ліси: 40.00%

Таким чином, площа гміни становить 21.39% площі повіту.

## Населення
Станом на 31 грудня 2011:
| Опис     | Загалом | Загалом | Чоловіки | Чоловіки | Жінки | Жінки |
| -------- | ------- | ------- | -------- | -------- | ----- | ----- |
| одиниця  | осіб    | %       | осіб     | %        | осіб  | %     |
| все      | 10824   | 100     | 5495     | 50.77    | 5329  | 49.23 |
| міське   | 0       | 100     | 0        |          | 0     |       |
| сільське | 10824   | 100     | 5495     | 50.77    | 5329  | 49.23 |

## Сусідні гміни
Гміна Красоцин межує з такими гмінами: Ключевсько, Лопушно, Малоґощ, Пшедбуж.